# Ōta Nampo
Ōta Nampo est un nom japonais traditionnel ; le nom de famille (ou le nom d'école), Ōta, précède donc le prénom (ou le nom d'artiste).
Ōta Nampo (大田 南畝), 19 avril 1749 – 16 mai 1823, est le nom de plume le plus souvent employé par Ōta Tan, romancier et poète japonais de la fin de l'époque d'Edo. Il écrit principalement dans les formes comiques kyōshi, dérivée des vers comiques chinois, et kyōka, dérivée de la poésie waka. Parmi ses autres noms de plume, Yomo no Akara, Yomo Sanjin, Kyōkaen et Shokusanjin (蜀山人).

## Biographie
Né dans une famille de samouraï de rang secondaire à Edo, Nampo sert le shogunat de différentes façons tout au long de sa vie. Il commence sa carrière littéraire en tant qu'étudiant des écrits chinois de la dynastie Ming, et adapte  des vers comiques traditionnels chinois (appelés kyōshi en japonais) à la vie quotidienne à Edo, sous la supervision du dramaturge Hiraga Gennai. Son premier recueil de poèmes est intitulé Neboke sensei bunshū, ou « Œuvres littéraires du maître chancelant ».
Nampo commence bientôt à écrire des kyōka, vers waka comiques. Sa popularité grandit dans les années 1760 et 1770, en raison de ses sujets terre-à-terre et de son style imperturbable. À cette époque, il écrit également un certain nombre d'œuvres de littérature populaire, et édite une collection de vers comiques intitulée Manzai kyōkashū, qui assied véritablement sa position en tant que figure littéraire centrale de son temps.
Pour des raisons politiques, il est contraint d'abandonner ses écrits pour un temps dans les années 1780. Il est occupé pendant plusieurs années à des fonctions shogunales, mais revient finalement à la poésie.
Nampo collabore également avec de nombreux artistes tels que Hokusai, Eishi, Hokuba, Sakai Hōitsu et beaucoup d'autres. De nombreuses peintures portent sa calligraphie originale et des poèmes. Il travaille aussi avec des artistes pour faire des impressions dans les genres surimono et e-hon. Nampo réalise ses calligraphies principalement dans les formats tanzaku et kakemono. Il produit également des peintures, qui sont maintenant extrêmement rares.
Les peintures les plus connues de Nampo se trouvent dans l'album Shokusanjin ennyo meisekishu (« collection de souvenirs de Shokusanjin »). L'album se compose de 41 doubles pages de lettres, de peintures, de peintures sur éventails, de croquis et de poèmes ; encre et couleur sur papier et sur soie. La taille de l'album est de 40 × 24 cm, date 1804. Toutes les œuvres portent l'écriture de Nampo. Certaines pièces ont été coproduites et insérées par d'autres personnes de talent. Les pièces insérées comprennent des exemples par l'acteur kabuki Ichikawa Danjūrō V, la geisha Katsu, la courtisane Nareginu, le maître kyōka Shikatsube Magao, le romancier Santō Kyōden, et les poètes kanshi (vers de style chinois) Kikuchi Gozan et Okubo Shibutsu. L'album comprend aussi des peintures des artistes ukiyo-e Hokusai et Hokuba. Deux autres illustrations d'éventails, une avec un paysage de style chinois par Haruki Nanmei (1795-1878) et une image ludique du poète chinois Li Bai dans ses tasses par Unshitsu Dojin, montre les liens de Shokusanjin avec les lettrés les plus distingués de l'époque.
L'album est un recueil fascinant de matériel documentant l'interaction entre les membres éminents de la littérature, du théâtre et des cercles artistiques de l'époque. Shokusanjin sous le nom Nampo produit ici deux petits croquis qui montés dans l'album. La première esquisse est d'une geisha et l'autre d'une oiran (courtisane).
L'album est conservé dans le Musée départemental d'art de Chiba, ex. provenance; Musée Azabu et collection Anders Rikardson.
Dans de nombreux ouvrages de référence, le nom Ōta Nampo est écrit avec l'orthographe occidentalisée alternative Ōta Nanpo.

## Source de la traduction
- (en) Cet article est partiellement ou en totalité issu de l’article de Wikipédia en anglais intitulé « Ōta Nampo » (voir la liste des auteurs).
- Notices d'autorité :   - VIAF
  - ISNI
  - BnF (données)
  - IdRef
  - LCCN
  - GND
  - Japon
  - CiNii
  - Belgique
  - Pays-Bas
  - Pologne
  - Israël
  - Lettonie
  - WorldCat